# Savannenadler
Der Savannenadler oder Raubadler (Aquila rapax) ist eine Vogelart aus der Familie der Habichtartigen (Accipitridae). Dieser mittelgroße Vertreter der Unterfamilie Aquilinae besiedelt weite Teile Afrikas südlich der Sahara sowie den indischen Subkontinent. Kleinflächig kommt die Art auch im nördlichen Afrika, auf der Arabischen Halbinsel sowie möglicherweise in Myanmar vor. Die Art bewohnt überwiegend trockene Landschaften mit lockerem Baumbestand; das Spektrum der besiedelten Lebensräume reicht von waldreichen Savannen, Trockenwäldern und Dornbuschwäldern bis hin zu Halbwüsten. Der Savannenadler ernährt sich von kleinen bis mittelgroßen Wirbeltieren, Insekten und auch regelmäßig von Aas. Er parasitiert häufig auch bei anderen Greifvogelarten, Störchen oder Hornraben.
Savannenadler sind überwiegend Standvögel, zumindest in Afrika lebt die Art jedoch zum Teil nomadisch und von dort sind auch saisonale Wanderungen über kurze Strecken bekannt. Die Art ist in weiten Teilen des Verbreitungsgebietes häufig und zeigt sich sehr anpassungsfähig, der Weltbestand gilt daher als ungefährdet.

## Beschreibung
Savannenadler gehören zu den mittelgroßen Vertretern der Gattung Aquila. Sie erreichen eine Körperlänge von 60 bis 72 cm und eine Flügelspannweite von 1,59 bis 1,83 m und sind damit erheblich größer als ein Mäusebussard. Der Geschlechtsdimorphismus ist bezüglich Größe und Gewicht relativ gering, Männchen erreichen im Mittel etwa 89 % der Größe der Weibchen. Männchen der Nominatform wiegen 1,6 bis 2,0 kg und haben eine Flügellänge von 485 bis 540 mm, Weibchen erreichen ein Gewicht von 1,6 bis 2,4 kg und eine Flügellänge von 509 bis 565 mm. Wie bei allen Vertretern der Gattung Aquila sind die Handschwingenspitzen stark gefingert und die Beine sind bis zu den Zehen befiedert. Im Flug wirken die Flügel relativ lang und breit, der Handflügel ist etwas verschmälert. Die Beinbefiederung ist sehr ausgeprägt und oft bauschig. Der mittellange, breite Schwanz ist am Ende leicht gerundet. Der Schnabelwinkel reicht nach hinten bis unter die Augenmitte.
Die Farbe adulter Vögel ist variabel. Kopf, Rumpf, kleine und mittlere Ober- und Unterflügeldecken können einfarbig hell gelbbraun, rotbraun, mittelbraun oder dunkelbraun sein. Bei mittelhellen Vögeln haben meist vor allem die Oberflügeldecken helle Zentren, bei hellen Vögeln hingegen oft dunkle Zentren, so dass die Oberseite hell gefleckt bzw. dunkel gefleckt ist. Die großen Hand- und Armdecken sind bei allen Morphen dunkel graubraun. Die Schwungfedern und die Steuerfedern sind dunkel graubraun mit einer feinen dunklen Querbänderung, die distalen Hälften der äußeren Handschwingen sind schwarz.
Bei Vögeln der Nominatform ist die Iris hell gelb, gelbbraun oder blassbraun, die Wachshaut und die Zehen haben eine gelbe Färbung. Der Schnabel ist an der Basis grau und zur Spitze hin schwarz.

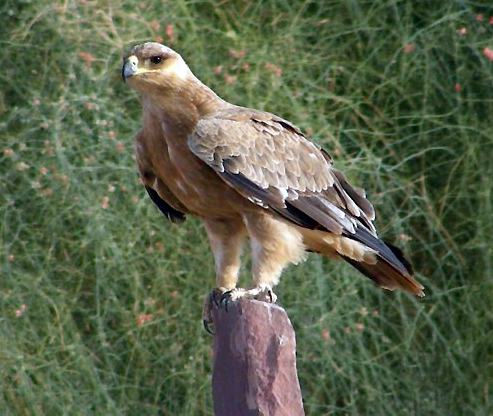
Heller Savannenadler der asiatischen Unterart A. r. vindhiana. Die arttypische bauschige Beinbefiederung ist gut erkennbar.

Im Jugendkleid sind Kopf, Rumpf sowie kleine und mittlere Ober- und Unterflügeldecken meist einfarbig hell rötlichbraun oder gelbbraun, selten mittelbraun. Unterer Rücken und Oberschwanzdecken sind weißlich cremefarben aufgehellt. Die großen Oberflügeldecken sind dunkelgrau mit weißem Endband und bilden so ein schmales, helles Band auf dem Oberflügel. Die großen Unterflügeldecken sind dunkelgrau und weißlich gerandet. Schwingen und Stoßfedern sind fast ungebändert und überwiegend einfarbig dunkelgrau, die inneren Handschwingen, die Armschwingen und die Steuerfedern sind ebenfalls weiß gerandet. Die Iris ist dunkelbraun. In welchem Alter die Vögel ausgefärbt sind, ist bisher nicht bekannt.
Der sehr ähnliche Steppenadler unterscheidet sich vom adulten Savannenadler durch das mehr einfarbige und meist mittel- oder dunkelbraune Gefieder, einen dunklen Hinterrand an Flügeln und Schwanz, eine dunkle Iris sowie durch den bis zum hinteren Augenrand reichenden Schnabelwinkel. Steppenadler im Jugendkleid zeigen im Vergleich zu juvenilen Savannenadlern auf der Flügelunterseite ein sehr auffallendes helles Band, das durch die großen Hand- und Armdecken gebildet wird.

## Lautäußerungen
Häufigste Lautäußerung im Brutrevier ist ein harscher, bellender, meist zweisilbiger Ruf, der mit „kauk-kauk“ oder „kau-kau“ umschrieben wird und der sowohl im Flug als auch sitzend und von beiden Geschlechtern ertönt. Bei der Verfolgung von Greifvögeln und anderen Vogelarten mit Beute rufen Savannenadler rau „kra“.

## Verbreitung und Lebensraum
Das mehrere räumlich voneinander isolierte Teilareale umfassende (disjunkte) Verbreitungsgebiet der Art umfasst zum einen Afrika und einen kleinen Teil der Arabischen Halbinsel, zum anderen das zentrale südliche Asien. In Afrika kommt die Art in einem relativ geschlossenen Gebiet vor, das vom Südrand der Sahara unter Aussparung des zentral- und westafrikanischen Regenwaldes bis in das mittlere Südafrika reicht. Räumlich davon isoliert brütet die Art außerdem in Nordafrika im mittleren Marokko; ob darüber hinaus noch im nördlichen Algerien Brutvorkommen bestehen, ist unsicher. Auf der Arabischen Halbinsel brütet die Art ebenfalls nur in einem kleinen Areal im westlichen Jemen und daran nach Norden anschließend im südwestlichsten Saudi-Arabien.
In Asien umfasst das Verbreitungsgebiet den Südosten des Iran und weiter nach Osten große Teile des Indischen Subkontinents von Ostpakistan bis in den indischen Bundesstaat Assam. Möglicherweise kommt die Art auch vereinzelt als Brutvogel im zentralen Myanmar vor.

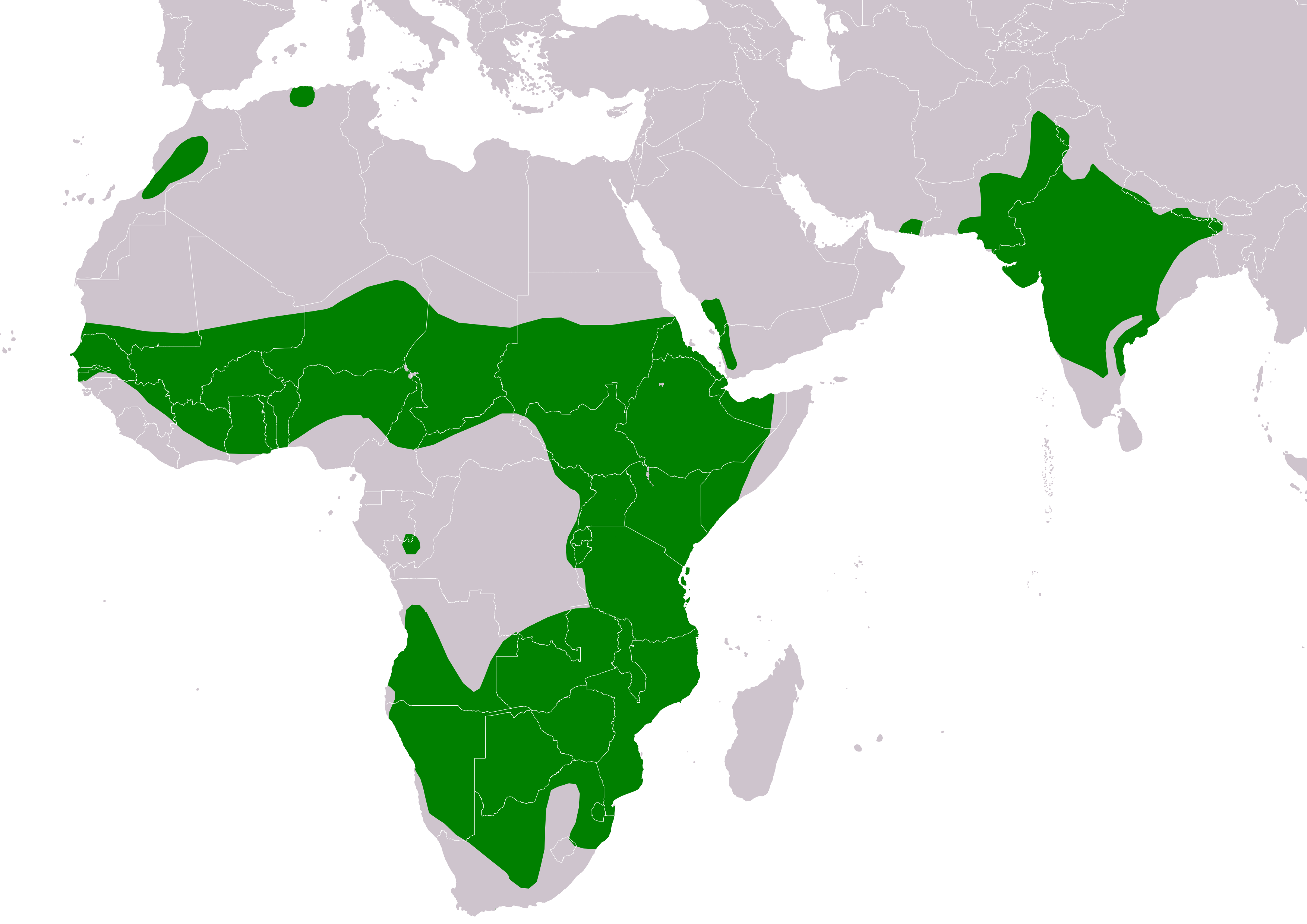
Verbreitung des Savannenadlers:
Ganzjähriges Vorkommen

Der Savannenadler bewohnt überwiegend trockene Landschaften mit lockerem Baumbestand; das Spektrum der besiedelten Lebensräume reicht von waldreichen Savannen, Trockenwäldern und Dornbuschwäldern bis hin zu Halbwüsten. Etwas abweichend hiervon bewohnt die Art in Marokko Wälder in oder nahe Gebirgen mit angrenzenden offenen Ebenen und in Westafrika bewohnt sie zur Brutzeit feuchte Waldsavannen, wandert dort außerhalb der Brutzeit aber in Trockenwälder und Halbwüsten weiter nördlich. Auch landwirtschaftlich genutzte Bereiche werden besiedelt; vor allem in Indien ist der Savannenadler auch häufig in der Nähe von Dörfern zu finden. Die Art kommt bis in 3000 m Höhe vor, überwiegend wird jedoch Flachland bewohnt.

## Systematik
Der Savannenadler wurde lange Zeit mit dem sehr ähnlichen Steppenadler zu einer Art zusammengefasst. Molekulargenetische Untersuchungen haben den Artstatus beider Taxa bestätigt. Nächster Verwandter des Savannenadlers ist nach diesen Untersuchungen nicht der Steppenadler, sondern der Kaiseradler (Aquila heliaca).
Zurzeit werden drei Unterarten anerkannt, die sich jedoch kaum voneinander unterscheiden:

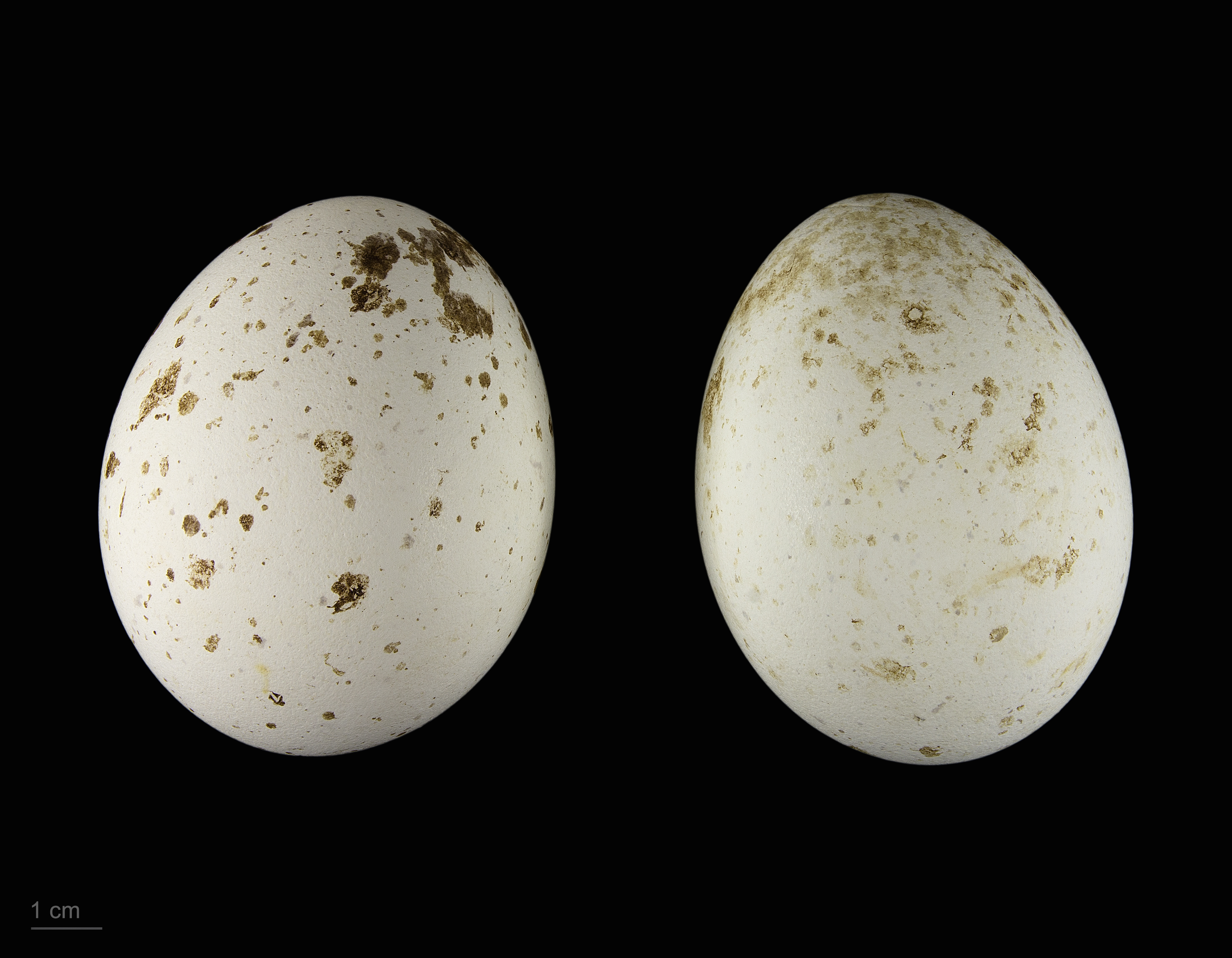
Eier der Unterart Aquila rapax belisarius

- A. r. rapax (Temminck, 1828); südliches Afrika, nach Norden bis in den Süden der Demokratischen Republik Kongo und bis in das mittlere Kenia.
- A. r. belisarius (Levaillant, 1850); Nord- und Westafrika und Arabische Halbinsel; etwas größer, meist etwas eleganter, Färbung weniger kontrastreich und stärker braun und weniger rot getönt.
- A. r. vindhiana Franklin, 1831; südliches Asien; kleiner, adulte Vögel ohne Rottöne, blasse Morphe grauer, juvenile und immature Vögel mehr rötlich und adulten Vögeln der Nominatform ähnelnd, Iris ist oft auch bei adulten Vögeln braun.

## Jagdweise und Nahrung

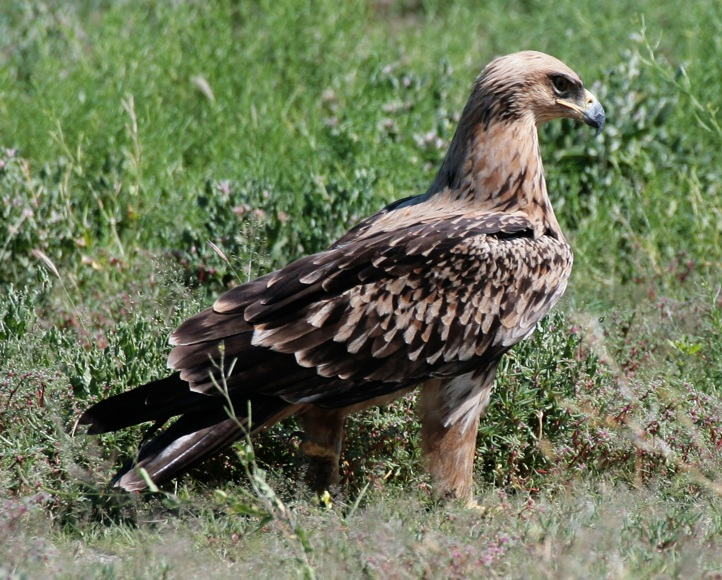
Savannenadler (A. r. rapax) bei der Nahrungssuche am Boden

Der Savannenadler ernährt sich von kleinen bis mittelgroßen Wirbeltieren, Insekten und auch regelmäßig von Aas. Tiere werden fast ausschließlich am Boden erbeutet. Der Savannenadler nutzt zur Jagd auf bodenbewohnende Tiere im Wesentlichen drei Methoden: die Ansitzjagd, den Stoß zum Boden aus einem kreisenden Suchflug und die Jagd zu Fuß. Andere beutetragende Greifvogelarten, Störche oder Hornraben werden ebenfalls aus dem höheren Kreisen oder dem Gleitflug heraus attackiert, um ihnen die Beute abzujagen – bei der sehr wendigen Verfolgung solcher Vögel wird oft gerufen.
Der größte Teil der erbeuteten Wirbeltiere wiegt zwischen 0,125 und 2,0 kg, beispielsweise bestand die Nahrung in Kenia vor allem aus Kaphasen, Kirk-Dikdiks, Gelbkehlfrankolinen (Francolinus leucoscepus) und Rotschopftrappen (Lophotis ruficrista). Aas wird regelmäßig in jeder möglichen Form genutzt, als abgejagte Beute,  Schlachtabfall, Straßenopfer oder auch zusammen mit Geiern in Form toter Großtiere. Häufige Insekten wie Termiten werden vor allem außerhalb der Brutzeit gefressen.

## Fortpflanzung

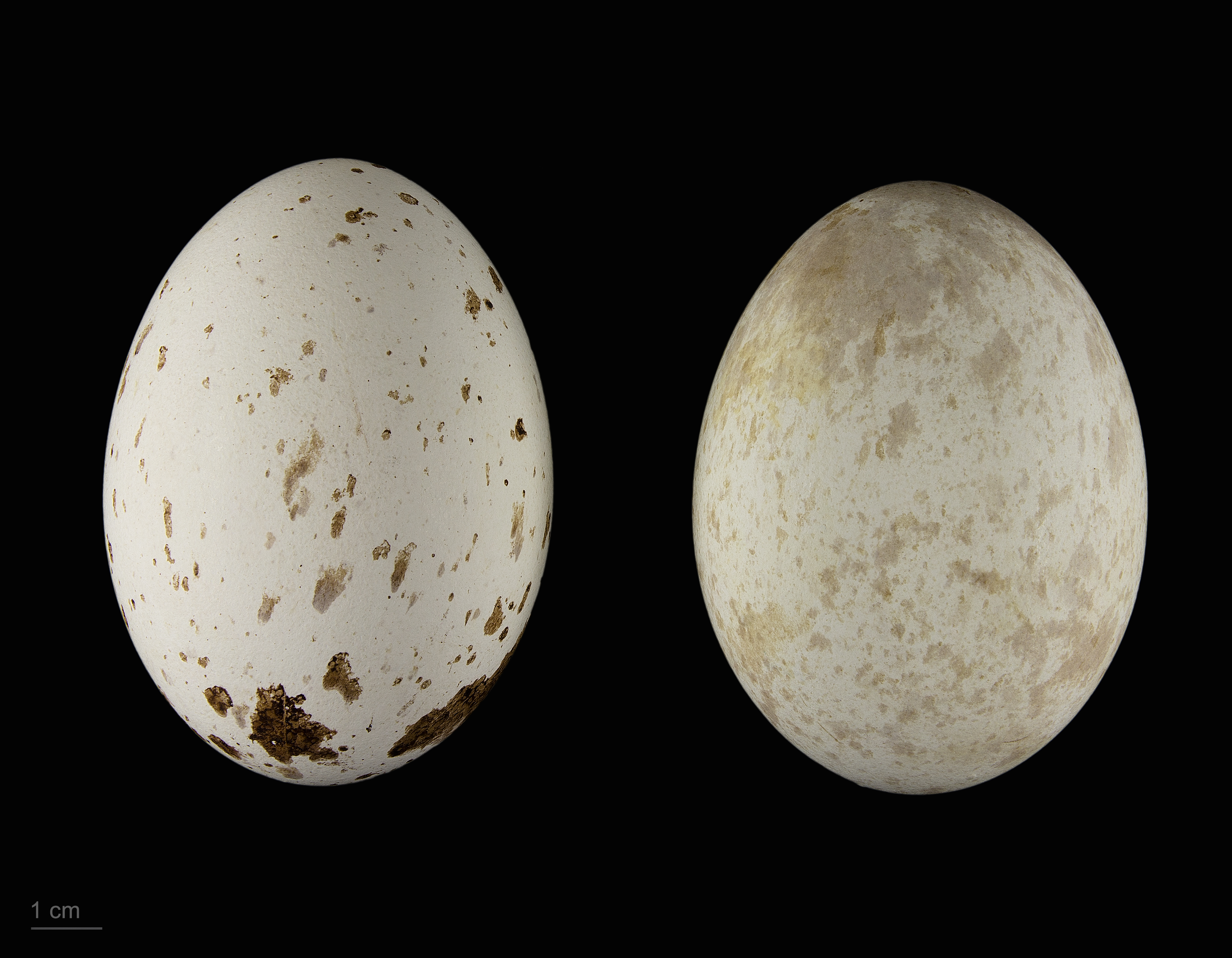
Eier des Savannenadlers

Die Balz besteht meist aus dem hohen Kreisen eines oder beider Paarpartner über dem Brutplatz, dabei wird intensiv gerufen. Gelegentlich fliegen die Partner spielerisch Scheinangriffe aufeinander. Für Männchen wurden Wellenflüge mit gleichzeitigem Rufen dokumentiert, diese Balzelemente scheinen aber selten zu sein.
Die Brutzeit des Savannenadlers ist in dem großen Verbreitungsgebiet je nach geografischer Lage des Vorkommens sehr unterschiedlich, in großen Teilen des Areals fällt sie in die jeweilige Trockenzeit. Sie fällt in Nord- und Nordostafrika in den Zeitraum März bis August, in Westafrika auf Oktober bis Juni, in Kenia auf Mai bis November, in Zentral- und Südafrika auf April bis Januar und in Südasien auf November bis August.
Die großen Nester werden überwiegend auf Bäumen, meist auf Akazien, nur selten auf Masten errichtet. Meist stehen die genutzten Bäume mehr oder weniger frei, aber häufig befindet sich in der Nähe eine Wasserstelle. Die Nester werden meist stark exponiert auf der Baumkrone in Höhen bis zu 30 m angelegt und bestehen aus Ästen, gelegentlich werden auch Tierknochen verbaut. Neue Nester haben einen Durchmesser von 1,0 bis 1,3 m und sind etwa 30 cm hoch; sie werden bei wiederholter Nutzung größer. Die Nestmulde wird mit Gras, Blättern und Fellfetzen ausgelegt.
Das Gelege besteht aus ein bis drei, meist zwei Eiern. Die Brutzeit beträgt etwa 39–45 Tage, die Nestlingszeit dauert 76 bis 85 Tage. Die Jungvögel sind nach etwa sechs Wochen selbstständig, bleiben aber manchmal bis zur nächsten Brutsaison im Revier der Eltern.

## Wanderungen
Savannenadler sind überwiegend Standvögel, zumindest in Afrika lebt die Art jedoch zum Teil nomadisch und von dort sind auch saisonale Wanderungen über kurze Strecken bekannt. Die Savannenadler Westafrikas wandern im  April in die Trockenwälder und Halbwüsten weiter nördlich, um im Oktober und November wieder ins Brutgebiet, die feuchten Waldsavannen, zurückzukehren. Einzelne Savannenadler wurden als Irrgäste in Tunesien, Israel, Ägypten und im Oman nachgewiesen.

## Bestand und Gefährdung
Gesicherte Angaben zum Weltbestand gibt es nicht, die IUCN gibt als sehr grobe Schätzung 100.000–1.000.000 Individuen an. Trotz regionaler Bestandsrückgänge stuft die IUCN die Art insgesamt als  (=least concern – nicht gefährdet) ein.